# Psyllaephagus anna
Psyllaephagus anna is een vliesvleugelig insect uit de familie Encyrtidae. De wetenschappelijke naam is voor het eerst geldig gepubliceerd in 1938 door Alexandre Arsène Girault.